# Bonustrack
«Bonustrack» o también conocida como Canción Escondida o Nara Nara es el octavo y último sencillo de su disco Lo que te conté mientras te hacías la dormida del grupo español, La Oreja de Van Gogh.

## Información de la canción
Fue compuesta por Pablo Benegas, y cierra el disco Lo que te conté mientras te hacías la dormida.
Esta canción, con letra al estilo Joaquín Sabina y acordes pop-electrónicos fue una gran novedad para este disco. Al principio, esta canción sonaba en cada cierre de los conciertos como otro de la gira 2003 del álbum Lo que te conté mientras te hacías la dormida. Después optaron por incluirla como una de las otras del repertorio musical, esta vez en una versión acústica del tema, finalmente en la Gira de 2005 era tocada en eléctrico y daba paso con los nara narana a Pop. Es la primera canción de La Oreja de Van Gogh que ha sido producida exclusivamente por Xabi San Martín y mezclada por él y Bori Alarcon.

## Sencillo en CD
El sencillo en CD, que, realmente por la duración, cumple más la función de EP, estuvo disponible en edición de cartón y plástico y se editó solo de forma comercial. Incluye esta canción con remixes, después incluidos en la caja LOVG 1996-2006.
En la portada se muestra, como en los sencillos anteriores, su logotipo sin una foto de ellos. No se hizo videoclip para la canción, puesto que ya estaban empezando a preparar lo que sería su cuarto disco de estudio, Guapa.
Canciones
1. «Bonustrack» (Versión Álbum) — 3:00
2. «Bonustrack» (La Fabrique du Son Remix)— 7:27
3. «Bonustrack» (Wally López SuperWeekend Remix)— 7:24
4. «Bonustrack» (Tigal’s Vocal Remix)— 6:38

## Posicionamiento
| Listas (2005)       | Máxima posición |
| ------------------- | --------------- |
| España (Promusicae) | 9               |